# HVAC

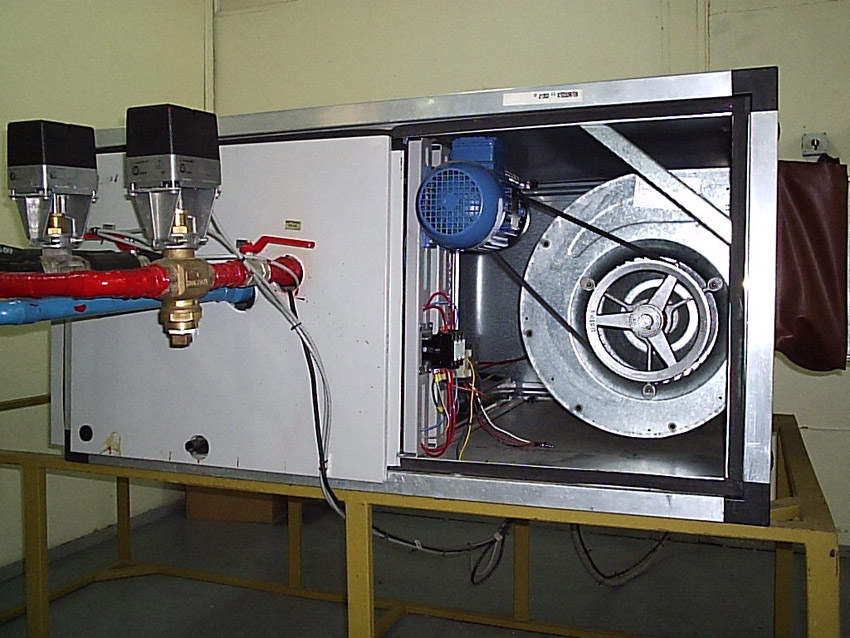
La Unitat gestor de Aire controla gairebé tots els paràmetres en l'estudi HVAC.

 Les sigles  HVAC  corresponen a l'acrònim anglès de Heating, Ventilating and Air Conditioning  (calefacció, ventilació i aire condicionat), que engloba el conjunt de mètodes i tècniques que estudien i analitzen el tractament de l'aire quant al seu refredament, escalfament, (des)humidificació, qualitat, moviment, etc.

## Climatització
La climatització consisteix a crear unes condicions de temperatura, humitat i neteja de l'aire adequades per a la comoditat i la qualitat de l'aire interior dins dels espais habitats.
La normativa espanyola defineix climatització com: donar a un espai tancat les condicions de temperatura, humitat relativa, qualitat de l'aire i, de vegades, també de pressió, necessàries per al benestar de les persones i / o la conservació de les coses. Es pot apreciar que s'ha abandonat qualsevol referència a l'aire condicionat, per ser una expressió que, encara que correcta, pot prestar-se a equívoc, ja que la majoria de la gent sembla entendre que es refereix exclusivament a la refrigeració (climatització d'estiu), tot i que seria més lògic es referís al condicionament de l'aire en totes les èpoques, estiu i hivern.
Així doncs, la climatització comprèn tres factors fonamentals: la ventilació, la calefacció, o climatització d'hivern, i la refrigeració o climatització d'estiu.
A partir d'aquesta definició es desprèn que el concepte climatització equival al que en anglès es diu Heating, Ventilating and Air Conditioning, o per les seves sigles HVAC, expressió en la qual apareixen tres conceptes separats: ventilació i calefacció per una banda i aire condicionat de l'altra, després es suposa que, en anglès, això últim s'entén exclusivament com refrigeració. Per evitar la confusió que pot produir prendre la traducció anglesa literalment, la norma espanyola, evita el concepte aire condicionat.
La climatització pot ser natural o artificial, tot i que en els paràgrafs següents es tractarà exclusivament de l'artificial.

## Condicionants de la Climatització
La comoditat tèrmica, important per al benestar, està subjecta a dos factors:
- El factor ambiental, que al seu torn pot considerar des de dos aspectes:
  - L'aire: La seva temperatura, velocitat i humitat relativa.
  - Objectes materials: La temperatura radiant mitjana dels tancaments i paraments del local considerat.
- El factor humà: La manera de vestir, l'activitat i el temps durant el qual les persones romanen en la mateixa situació, influeixen sobre la comoditat tèrmica.

Una qüestió important és que la resposta de les persones pot ser molt variable, ja que depèn del gust, l'aclimatació o activitat realitzada. Els altres factors poden controlar-se per oferir una sensació de benestar.
El canvi de la manera de construir els edificis, els mètodes de treball, i els nivells d'ocupació han creat nous paràmetres als quals els dissenyadors ara han de prestar atenció. Els edificis moderns pateixen càrregues tèrmiques per diversos motius:
- La temperatura exterior: els elements separadors de l'interior dels edificis amb l'exterior no són impermeables al pas de la calor, tot i que poden aïllar-se convenientment. La calor passa des de l'ambient més càlid a l'ambient més fred tant més de pressa com més gran sigui la diferència de temperatures entre els dos ambients.
- La radiació solar: Amb el desenvolupament dels nous edificis, les noves tècniques han afavorit l'ocupació del cristall i l'increment tèrmic és considerable a l'estiu quan la radiació solar els travessa (efecte hivernacle), però és favorable a l'hivern, disminuint les necessitats de calefacció. El vidre excessiu no és desitjable en climes càlids, encara que pot ser-ho en climes freds. Fins i tot en tancaments opacs, no envidrats, a l'estiu, el sol escalfa la superfície exterior augmentant el salt tèrmic exterior interior i, per tant el pas de la calor pels tancaments opacs.
- La ventilació: La necessària introducció d'aire exterior a l'edifici, per a ventilació, pot modificar la temperatura interna d'aquest, la qual cosa pot suposar un problema quan l'aire exterior està a temperatures allunyades de les requerides a l'interior.
- L'ocupació humana: El nombre d'ocupants augmenta en els edificis, generant cadascun entre 80 i 150 W de càrrega tèrmica, segons l'activitat realitzada. En granges i altres edificis, la càrrega tèrmica pot ser causada per animals.
- L'ofimàtica: La proliferació d'aparells electrònics, ordinadors, impressores, i fotocopiadores, que formen part de les oficines modernes, generen càrregues tèrmiques importants.
- La il·luminació: la il·luminació és un factor d'escalfament important. S'estima en una càrrega d'entre 15 a 25 W / m². Molts Grans Magatzems moderns poden escalfar a l'hivern gràcies únicament al seu sistema d'il·luminació ia la calor produït pels usuaris. Aquesta situació és bastant freqüent a Europa.

Evidentment, moltes d'aquestes càrregues són favorables a l'hivern, però no a l'estiu. Totes elles han de ser compensades si es vol obtenir un ambient confortable a l'estiu. El mitjà d'assegurar aquesta comoditat és la climatització.

## Sistemes de climatització

### Classificació per l'abast de la instal·lació
La climatització es pot fer en un sol local (unitària), i centralitzada, en la qual un aparell produeix o rep l'energia tèrmica (calor o fred), es porta als locals a climatitzar per mitjà de conduccions i s'emet per mitjà d'emissors.

#### Climatització unitària.
Aquest sistema és molt freqüent. En calefacció s'empra amb xemeneies de foc, diferents tipus d'estufes (de carbó, de gas butà, elèctriques). Per refrigeració el més conegut és l'anomenat climatitzador o condicionador de finestra.
- Són en general sistemes amb deficiències importants: en calefacció, quan hi ha combustió (carbó, gas) és necessària l'entrada d'aire per a la combustió, aire provinent de l'exterior, que està fred, i que refreda l'ambient a calefactar.
- A més, en la climatització d'estiu, els aparells unitaris de refrigeració no solen tenir un bon control de la humitat, per la qual cosa poden donar ambients humits en els locals.
- En tots dos casos (calefacció i refrigeració), els aparells petits tenen menors rendiments que els grans, de manera que, la suma de diversos d'ells per diferents locals, pot consumir més energia que un de sol, més potent, per a tots ells.

#### Climatització centralitzada
En aquest sistema de climatització poden, al seu torn, distingir-se dues possibilitats: per a un petit usuari (habitatge, p.e.) i per a un usuari gran (un edifici complet, de qualsevol dimensió).
Els sistemes més senzills (i tradicionals) per a calefacció consten d'una caldera i d'una xarxa de canonades que porta la calor, per mitjà d'un fluid caloportador, als aparells terminals, generalment radiadors. Els sistemes de calefacció per aigua calenta poden servir des d'una instal·lació petita (d'habitatge) fins a instal·lacions urbanes, passant per instal·lacions d'edifici i de barriada.
En refrigeració existeixen aparells que tenen una part, que comprèn el compressor i el condensador, que se situa a l'exterior i un o diversos evaporadors que es col·loquen en els locals a climatitzar (sistemes partits múltiples o multisplit). Solen tenir millors rendiments que els aparells unitaris, però pateixen de manca de control de la humitat ambient.
Per a sistemes més grans, tant de calefacció com de refrigeració, vegeu a continuació.

### Classificació pel fluid caloportador
L'energia tèrmica pot portar-se als locals per mitjà de fluids o refrigerants, anomenats caloportadors (que transporten la calor o energia tèrmica), i poden ser: aigua, aire o un fluid refrigerant. Es pot establir una classificació en funció del fluid caloportador que arriba als locals. S'adverteix que l'aire és sempre el fluid que es tracta de condicionar, però això no vol dir que sigui sempre un fluid caloportador.

#### Sistemes amb refrigerant.
El fluid refrigerant es porta, per canonades, als evaporadors, situats en els locals a climatitzar. La necessària ventilació ha de fer-se per altres mitjans.

#### Sistemes tot aire.
Als locals no arriba més que un cabal d'aire tractat en un climatitzador o UTA per mitjà de conductes i introduït a través de diversos tipus de reixetes o difusors. Atès que el cabal d'aire mínim exigible per a ventilació sol ser insuficient per portar l'energia tèrmica necessària, cal implantar sistemes de mescla d'aire de retorn amb l'aire exterior (de ventilació o de renovació), del que s'encarrega el climatitzador.

#### Sistemes aigua-aire.
Als locals arriba l'aire estrictament necessari per a la ventilació, tractat en un climatitzador (anomenat aire primari) però, la major part del temps, amb cabals insuficients per transportar tota l'energia tèrmica necessària, de manera que es supleix aquesta falta mitjançant aparells terminals afegits (ventiloconvectors, inductors) situats en els locals i alimentats per aigua. És aquest el sistema més car d'instal·lar, però té molts avantatges: l'aire no es recircula, de manera que tampoc es recirculen olors d'uns locals a altres; millor regulació dels paràmetres de cada local tenint en compte molt precisament les seves necessitats específiques.

#### Sistemes tot aigua.
Als locals no arriba més que aigua, que pot ser calenta o freda. Quan només es tracti de calor (calefacció), s'utilitzarien com a emissors els clàssics radiadors i quan es tracti de fred (refrigeració) o quan hi hagi les dues possibilitats (calor i fred) s'utilitzaran ventiloconvectors. Cal ressaltar que en aquest cas serà una climatització incompleta, ja que la necessària ventilació ha de fer-se per altres mitjans.

## Instal·lacions de climatització
Una instal·lació de climatització pot ser completa o parcial. La climatització completa tracta l'aire dels ambients en tots els seus paràmetres: neteja (ventilació, filtrat), temperatura (d'estiu i d'hivern), humitat i de vegades, fins a la pressió.
Serà parcial quan no tracti més que algunes d'aquests paràmetres i total quan tracti tote ells. Un sistema parcial molt comú és el de calefacció per aigua calenta, exemple de climatització només d'hivern i que no tracta l'aire de ventilació. Un altre, els "condicionadors de finestra", que només funcionen per a climatització d'estiu i, a més, no solen fer-ho massa bé pel que fa a la ventilació, ni a la humitat relativa de l'aire, el control és deficient, especialment en climes humits.

### Parts de la instal·lació
Un sistema complet de climatització comprendria aquestes parts:

#### Transport (primari)
Transport primari d'aquesta energia tèrmica a on serà utilitzada. Aquest transport es farà generalment per aigua.

#### Ús de l'energia tèrmica
L'ús de l'energia tèrmica primària pot ser:
- En un climatitzador: aparell de tractament de l'aire (UTA) que rep l'energia d'una xarxa d'aigua, calenta o freda, i, d'altra banda l'aire, de l'exterior (aire de ventilació) i que també pot ser recirculat, ho barreja (si escau), el tracta i l'impulsa cap als locals a climatitzar.

- Directament a aparells terminals; el que es dona quan es tracta de sistemes que no integren la ventilació. Per refrigeració s'utilitzarien ventiloconvectors (anomenats en anglès fan-coils) i per a calefacció, radiadors, superfícies radiants o també ventiloconvectors.

- Les dues coses alhora: climatitzadors i aparells terminals.

#### Transport (secundari)
El transport secundari es fa per mitjà d'aire tractat, per conductes adequats per portar-lo als locals a climatitzar.

#### Emissió i/o difusió en els locals
i, en cas de ser climatització per aire, difusió en els ambients, de manera que l'aire tractat abasta tota la zona considerada com "habitada" dins d'ells.
Hi ha instal·lacions que no tenen tots els components. Un exemple corrent d'instal·lació reduïda és la calefacció per radiadors: té generació tèrmica, transport primari (per aigua) i aparells terminals que emeten a l'ambient (radiadors); però no tracta l'aire, ni ventila (no porta aire als locals).

## Generació d'energia tèrmica
Mode de calefacció
Per a la climatització d'hivern el més lògic és emprar un sistema d'escalfament per caldera de combustible que produeix calor de manera econòmica i des de la qual es porta aigua calenta als climatitzadors per canonades. I millor encara si la caldera és de condensació.
També pot emprar-se una màquina en tot semblant a la de refrigeració per compressió, que funciona a l'inrevés: prenent calor de l'aire exterior d'hivern, fred, i cedint a l'aire interior, més calent. En aquest cas, la màquina refrigeradora es coneix com a bomba de calor. Quan les temperatures exteriors són relativament benignes, el rendiment d'aquests aparells és notable i compensa els preus, generalment més elevats, de l'energia elèctrica utilitzada per moure el compressor, però en dies molt freds, amb temperatures per sota de 4 ° C, els rendiments baixen ràpidament i arriben de seguida a ser molt deficients.
Els generadors denominats reversibles permeten, a més, fer el cicle abans indicat per a refrigeració i també per al procés d'escalfament. Un generador reversible extreu la calor de l'aire fred (sigui exterior o interior) i el transfereix cap a l'aire més calent (interior o exterior) depenent de les estacions de l'any. Per tant, el generador reversible constitueix un sistema de calefacció separat i permet escalfar i refrigerar amb el mateix aparell.
Recentment ha aparegut al mercat un sistema que anomenen híbrid, que té una caldera i una bomba de calor. Una centraleta electrònica decideix quina de les dues màquines es posa en marxa en funció de les condicions exteriors (rendiment de la bomba de calor) i dels preus de l'energia, de manera que funcioni la que resulti més econòmica en cada moment.
Mode de refrigeració
El refredament es pot fer fonamentalment per dos mitjans: per compressió i per absorció. Aquests dos sistemes es basen en el fet que transporten calor d'un punt de menor nivell energètic (el nivell es mesura per la temperatura) a un altre de major nivell, i el medi generalment usat per a aquest moviment de calor és un refrigerant.
Les màquines refrigeradores grans, conegudes com a refredadores d'aigua, plantes refrigeradores, equips de refrigeració (o, en anglès, chiller), refreden aigua que després es distribueix als climatitzadors per canonades. Les màquines de refrigeració grans tenen millors rendiments.
En el sistema conegut com a partit (split o multi-split), el caloportador és el propi líquid refrigerant, que es porta als evaporadors dels terminals situats en els locals a climatitzar. En aquest cas, la màquina refrigeradora és per compressió.

### Transport primari
Un cop produïda l'energia tèrmica, s'ha de portar al punt de tractament d'aire (UTA) o als terminals, mitjançant aigua per canonades (d'acer, de coure o de materials plàstics). De vegades també mitjançant fluid refrigerant.
L'aigua pot portar-se per sistemes de dues, tres o quatre canonades.
- Sistema de dues canonades.- És el sistema més econòmic i el que s'empra comunament en les instal·lacions de només calefacció, per exemple, però també en els sistemes de climatització d'estiu i d'hivern, a condició que només un dels dos sistemes funcioni alhora. És molt adequat per a edificis d'habitatge: hi ha uns mesos de calefacció, després d'uns mesos de primavera, sense cap mena de climatització artificial, després l'estiu, amb refrigeració i finalment una part de la tardor, també sense climatització, de manera que, entre una estació i una altra, un simple inversor fa funcionar una o altra instal·lació.

- Sistemes de quatre canonades.- S'empra quan en un edifici poden donar-se casos de necessitat simultània de refrigeració en una zona i calefacció en una altra. És un cas que es dona en temps no molt fred, en edificis amb locals per a diversos usos; en ell, un local de reunions multitudinàries (una sala d'actes), s'escalfarà per l'emissió de les persones i requerirà refrigeració, mentre que els despatxos, amb poca ocupació, continuaran necessitant calefacció. Llavors s'empra el sistema de quatre canonades, dedicades, per parelles (anada i tornada), a calefacció i a refrigeració, i els sistemes de regulació de cada un dels ambients s'encarreguen de posar en marxa el sistema necessari en cada cas.

- Sistema de tres canonades.- S'ha deixat per al final perquè és un sistema cada vegada menys utilitzat. Una canonada porta calor, una altra fred, i la tercera serveix de retorn per a les dues, de manera que barreja aigua freda amb aigua calenta. La majoria de les normatives, geloses d'aconseguir estalvis d'energia, prohibeixen el sistema, deixant-utilitzar en els comptats casos en què la necessitat simultània de calor i de fred no es dona més que poques vegades. Té els avantatges de ser més econòmica d'instal·lació que la de quatre canonades i que, com aquesta, permet subministrar simultàniament calor a uns locals i fred a uns altres.

## Climatitzadors. Tractament de l'aire
Un climatitzador (en la normativa espanyola, unitat de tractament de l'aire, UTA, en certs països americans, unitat manejadora d'aire, és l'aparell encarregat de tractar l'aire en tots els seus vessants i impulsar-lo, bé directament, bé per una xarxa de distribució d'aire, als locals a climatitzar. En principi, un climatitzador no produeix energia tèrmica, sinó que la rep de generadors de calor i fred específics (caldera o màquina frigorífica), encara que de vegades es diu climatitzadors a certs aparells que produeixen el fred (climatitzadors de finestra).
Consta d'una sèrie d'elements que permeten els diversos tractaments que han de fer-se a l'aire. Una UTA molt completa, constaria dels dispositius que es relacionen i expliquen a continuació, encara que no tots els climatitzadors tenen totes les parts:
- Admissió d'aire:
  - Entrada de l'aire de retorn, amb un ventilador.
  - Expulsió d'una part de l'aire de retorn (en els sistemes d'aire barreja).
  - Entrada o admissió d'aire exterior i caixa de mescla amb la resta de l'aire de retorn.
  - Alternativament, substituint als tres dispositius anteriors, pot ser una entrada d'aire exterior, per a sistemes de sol aire primari (o aire-aigua).
- Filtres d'aire.

- Bateries d'escalfament i de refredament (en sistemes de dues canonades, una sola bateria)

- Humidificador de l'aire (per a climatització d'hivern)

- Separador de gotes
  - Aquests dos dispositius i la bateria de fred deuen tenir una safata de recollida de condensacions, amb abocament a desguàs, i l'humidificador, subministrament d'aigua.
- Bateria de post-escalfament (Si és el cas).

- Ventilador d'impulsió.

No tots els climatitzadors tenen tots els dispositius enumerats. Molt sovint no tenen més que el ventilador d'impulsió, especialment els que només tracten l'aire de ventilació, sense barreja amb l'aire de retorn. La bateria de postescalfament no se sol usar més que en sistemes que integren la calefacció o, en refrigeració, quan l'ambient exterior és molt humit.

### Transport secundari
El transport, aquí anomenat secundari, consisteix a portar l'energia tèrmica als locals mitjançant aire tractat, per conductes des de l'aparell de tractament (climatitzador).
Els conductes poden tenir secció circular o rectangular. Poden ser de xapa galvanitzada, de coure, de planxes de fibra de vidre i fins d'escaiola. És condició indispensable que les superfícies siguin llises i fàcilment netejables, per al que han de tenir registres de neteja. En general, els conductes de climatització deuen tenir un adequat aïllament tèrmic.
Com a conseqüència de les últimes directives europees relacionades amb l'eficiència energètica dels conductes de climatització han de ser el més estancs possible. Els nivells d'estanquitat es classifiquen des del nivell A, el menor, al nivell màxim D. La xarxa de conductes està formada per una barreja d'elements de diferent tipologia i forma que confereixen a les instal·lacions un nivell mitjà d'estanquitat del tipus B. Construir conductes més estancs de nivell C, representaria augmentar el triple l'estanquitat dels mateixos, contribuint de forma sensible a la millora energètica de les instal·lacions i al sosteniment energètic global.
De vegades s'empra com a conducte, especialment en retorn de l'aire, l'espai sobre un fals cielorraso i fins i tot un passadís (plenum).
Sistemes d'emissió

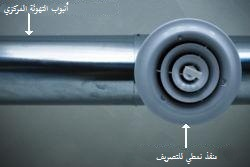
Tub cilíndric de conducció d'aire amb reixeta de sortida.

L'emissió es fa per diversos tipus de boques d'impulsió (reixetes, difusors ...) des dels conductes del transport d'aire.
Quan es tracta de sistemes aire-aigua, a més de l'aire de ventilació (anomenat aire primari) tractat en el climatitzador, s'empren com a suport ventiloconvectors (fan-coils) o inductors.
Si es tracta de sistemes partits (split o multi-split), els evaporadors emeten directament amb un ventilador.
Finalment, l'aire impulsat s'ha de difondre pel local, de manera que abast tot el volum habitable, però aquest tema, Difusió d'aire en locals, és tan ampli que mereix un article a part.

## Estalvi d'energia en la climatització
El cost que actualment representa l'energia és de vital importància en una especialitat com la climatització que requereix elevats consums, sigui d'energia elèctrica, sigui de combustibles, per la qual cosa la seva reducció representa una de les premisses bàsiques en els criteris de disseny.
Per a això existeixen nombroses tecnologies i mitjans, que se centren fonamentalment en l'ajust de les necessitats, la utilització de fonts d'energia no convencionals, l'increment de l'eficiència i la recuperació de l'energia residual, independentment d'utilitzar equips d'alt rendiment.
L'apropiat ús de l'aïllament tèrmic a l'edifici, és un factor fonamental, atès que implica equips de climatització menys potents, amb un consum energètic menor durant tota la vida útil de l'edifici. Al seu torn l'aïllament tèrmic en la pròpia instal·lació redueix al mínim les pèrdues de calor en els equips, unitats de tractament d'aire i la xarxa de conductes i canonades de la instal·lació.
D'altra banda, és indispensable l'adopció de solucions arquitectòniques que tendeixin a la reducció de consum energètic tenint en compte l'aprofitament de la radiació solar a l'hivern, proteccions (exteriors) per evitar-la a l'estiu i una adequada fusteria en els buits per reduir infiltracions.
Pot ser molt convenient analitzar l'automatització dels circuits d'enllumenat i l'ocupació de làmpades d'alt rendiment, així també com reguladors que permetin un nivell d'il·luminació en funció de les necessitats reals.
Pel que fa a mesures directament relacionades amb la climatització pròpiament dita, n'hi ha dues:
- Refredament gratuït (en anglès, free-cooling). En molts climes càlids (especialment en els continentals) les nits són més fredes que els dies, amb temperatures inferiors a les que durant el dia es mantindran en els locals, i es pot aprofitar aquesta circumstància per refredar gairebé gratuïtament l'edifici (amb només el consum dels ventiladors).

- Durant la nit es fan funcionar els ventiladors de manera que extreguin l'aire de l'interior i introdueixin el de l'exterior, refrescant l'edifici. La massa tèrmica del mateix (composta no només pels elements constructius, sinó també pel mobiliari i fins pels papers emmagatzemats, cosa important en un edifici d'oficines) es refreda i en tornar a ocupar al matí està en unes condicions millors, reduint el treball dels climatitzadors.

- Aquest sistema també pot emprar-se en certes èpoques de l'any, durant el dia: els espais interiors tenen càrregues tèrmiques (ocupació, il·luminació, maquinària, assolellada), mentre que a l'exterior hi pot haver una temperatura adequada, de manera que es pot climatitzar directament amb l'aire exterior.

- Recuperació de calor. Disposant adequadament les boques de presa d'aire exterior i d'aire expulsat a l'exterior, poden instal·lar dispositius recuperadors de calor, de manera que la calor de l'aire expulsat preescalfi l'aire de ventilació, a l'hivern, o que prerefredi l'aire que entra per a la ventilació, a l'estiu.

Un altre aspecte a considerar és l'increment de l'eficiència energètica, mitjançant el fraccionament de la potència dels equips, a fi d'adaptar la producció d'energia tèrmica a la demanda de la calor del sistema, parcialitzant les unitats productores a fi d'aconseguir en cada instant, el règim de potència més proper al de màxim rendiment.
En general, la utilització de calderes, sobretot les de condensació, és preferible a la d'un cicle bomba de calor per a calefacció i aquest al seu torn és preferible a l'ús de resistències elèctriques.
Una altra forma d'estalviar energia consisteix a aprofitar la calor despresa pels equips de refrigeració per utilitzar-lo en les bateries de postescalfament, quan aquestes siguin necessàries (en climes molt humits, en els quals cal sobrerefredar l'aire per condensar l'excés de vapor d' aigua i després reescalfar-lo perquè estigui a la temperatura adequada).

### Estalvi amb fonts exteriors d'energia
Quan es disposi de calor d'una font residual pot emprar-se per refrigeració amb màquines refredadores d'absorció. Aquestes màquines tenen un rendiment inferior al de les màquines per compressió, però tenen l'avantatge de poder aprofitar una calor gratuït (residual).
S'empra molt aquesta solució en sistemes de cogeneració o trigeneració, en els quals es produeix electricitat amb un alternador mogut per un motor d'explosió, que utilitza gas natural. La calor residual del motor pot utilitzar-se per a calefacció a l'hivern i per refrigeració a l'estiu. La trigeneració s'utilitza actualment en molts edificis (estacions de ferrocarril, terminals d'aeroports, grans superfícies de venda…)
També s'estalvia energia amb plantes de producció de calor a escala de barris o de ciutat senceres; els sistemes tèrmics molt grans funcionen amb major rendiment, i fins i tot poden ser sistemes de trigeneració, que aprofiten la calor residual de la producció d'electricitat per usar-la directament en calefacció i per refrigeració per un sistema d'absorció.
A Barcelona hi ha un sistema urbà de repartiment d'aigua freda per refrigeració. La font és la planta de gasificació de gas natural, que absorbeix una gran quantitat de calor en el procés.